# Paul Haarmeyer
Paul Haarmeyer (* 14. Juli 1928 in Hamburg; † 10. März 2014) war ein Hamburger Politiker der CDU und ein Mitglied der Hamburgischen Bürgerschaft.

## Leben und Politik
Haarmeyer besuchte von 1939 bis 1948 das Albrecht-Thaer-Gymnasium in Hamburg. Seit seiner Jugend war er Mitglied im katholischen Bund Neudeutschland. Nachdem er zunächst eine Ausbildung als Bäcker machte, studierte Paul Haarmeyer von 1951 bis 1954 an der Universität Hamburg, mit dem Abschluss als Diplom-Kaufmann. 
Als Mitglied der CDU-Fraktion gehörte Paul Haarmeyer von 1966 bis 1993 der Hamburgischen Bürgerschaft an. In dieser Zeit saß er unter anderem im „Sportausschuss“ und im Ausschuss für „Hafen, Wirtschaft und Landwirtschaft“. 1970 war er Gründungsmitglied der Hamburger Mittelstands- und Wirtschaftsvereinigung der CDU/CSU, deren Vorsitz er bis 1994 innehatte und deren Ehrenvorsitzender er anschließend wurde.